# Tumbler (Trinkglas)
Ein Tumbler (von englisch to tumble „stürzen“, „taumeln“) ist ein kurzes Trinkglas mit einem dicken, sehr stabilen Boden (sog. Bodeneis). Die Theorien über die Etymologie des Wortes variieren. Eine dieser Theorien ist, dass die Gläser ursprünglich eine runde Basis hatten und nicht abgesetzt werden konnten, ohne etwas zu verschütten. Eine andere ist, dass sie gewichtete Böden hatten, was dazu führte, dass sie sich beim Umkippen selbst aufrichten konnten.
Tumbler gibt es in verschiedenen Größen. Aus kleineren Tumblern, auch Old-Fashioned-Glas oder schlicht Whisky-Glas genannt, wird beispielsweise Whisky getrunken. Tumbler sind vielseitig einsetzbar und eignen sich gut zum Ausschank von Getränken „on the rocks“, also mit Eiswürfeln. Auch viele klassische Cocktails werden, in der Regel auf Eiswürfeln, in Tumblern serviert. Für den Pur-Genuss von Spirituosen, zum Beispiel zum Verkosten von Single-Malt-Whiskys, eignen sich indes tulpenförmige Nosing-Gläser besser, da sich in ihnen die Aromen der ungekühlten Brände besser entfalten können. Ein großer Tumbler wird auch als Double-Old-Fashioned-Glas (englisch double old fashioned glass, kurz „DOF“ oder „D.O.F.“) bezeichnet. Im Vergleich dazu sind Highball- und Collins-Gläser etwas höher und schlanker, sie werden vor allem zum Ausschank von Longdrinks benutzt.
Tumbler werden oft in großen Stückzahlen mit den Firmenlogos bekannter Spirituosenmarken produziert und zu Werbezwecken als Freiware an Betreiber von Diskotheken, Bars oder an andere gastronomische Einrichtungen geliefert. Tumbler dienen somit auch als vergleichsweise kostengünstiger Werbeträger am Verkaufsort.

Schlichter Tumbler
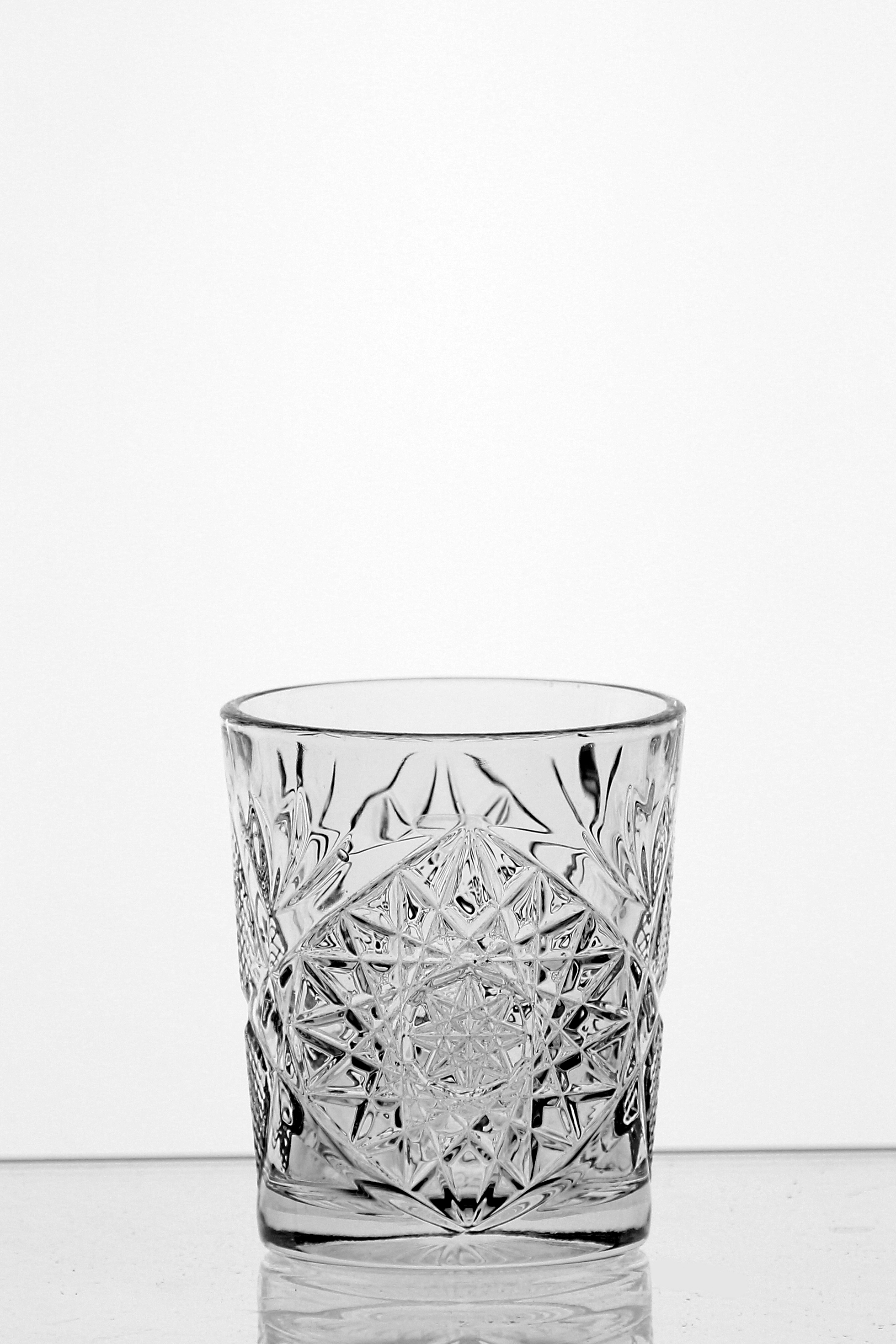
Verzierter Tumbler (mittelgroß)
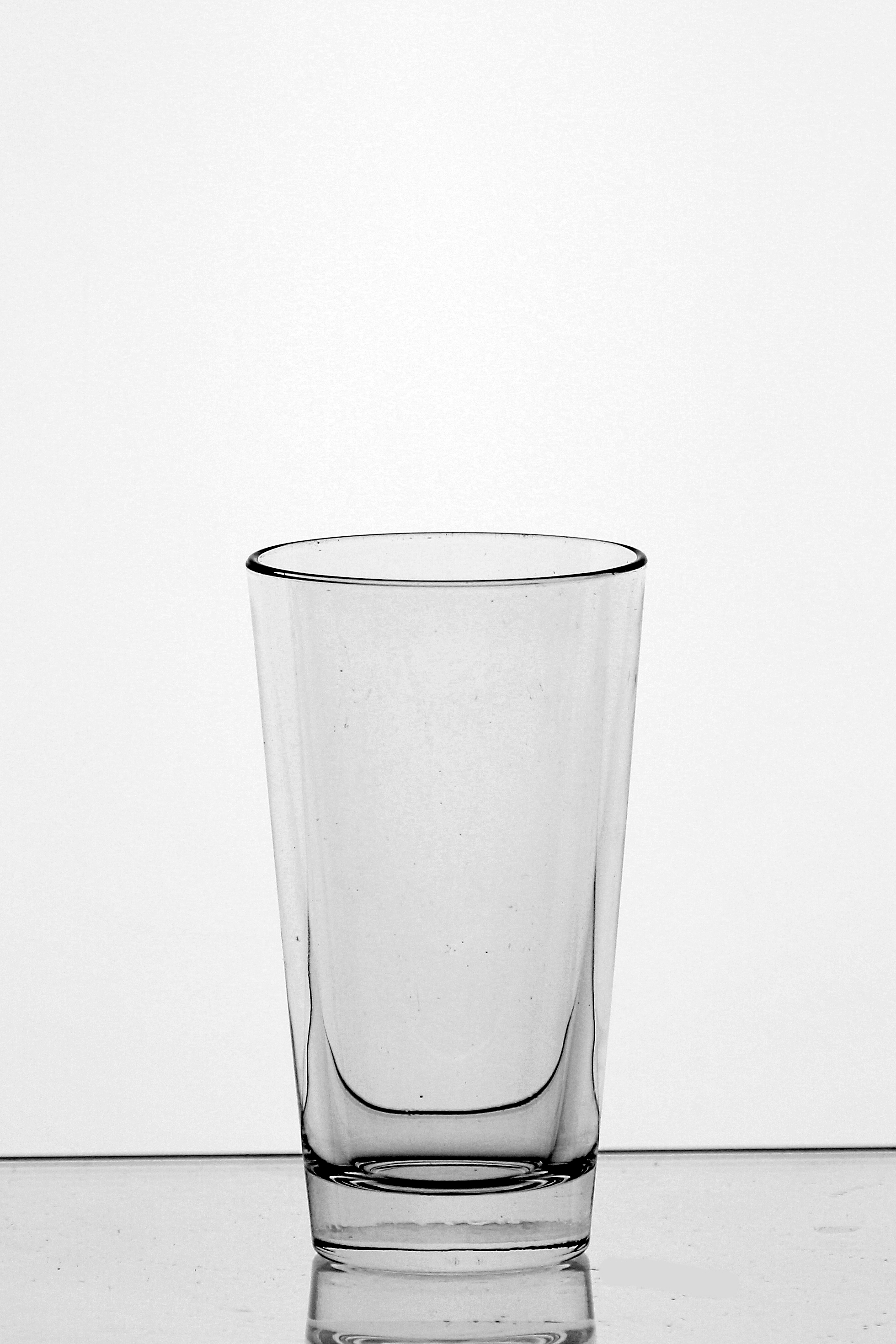
Zum Vergleich: Highballglas
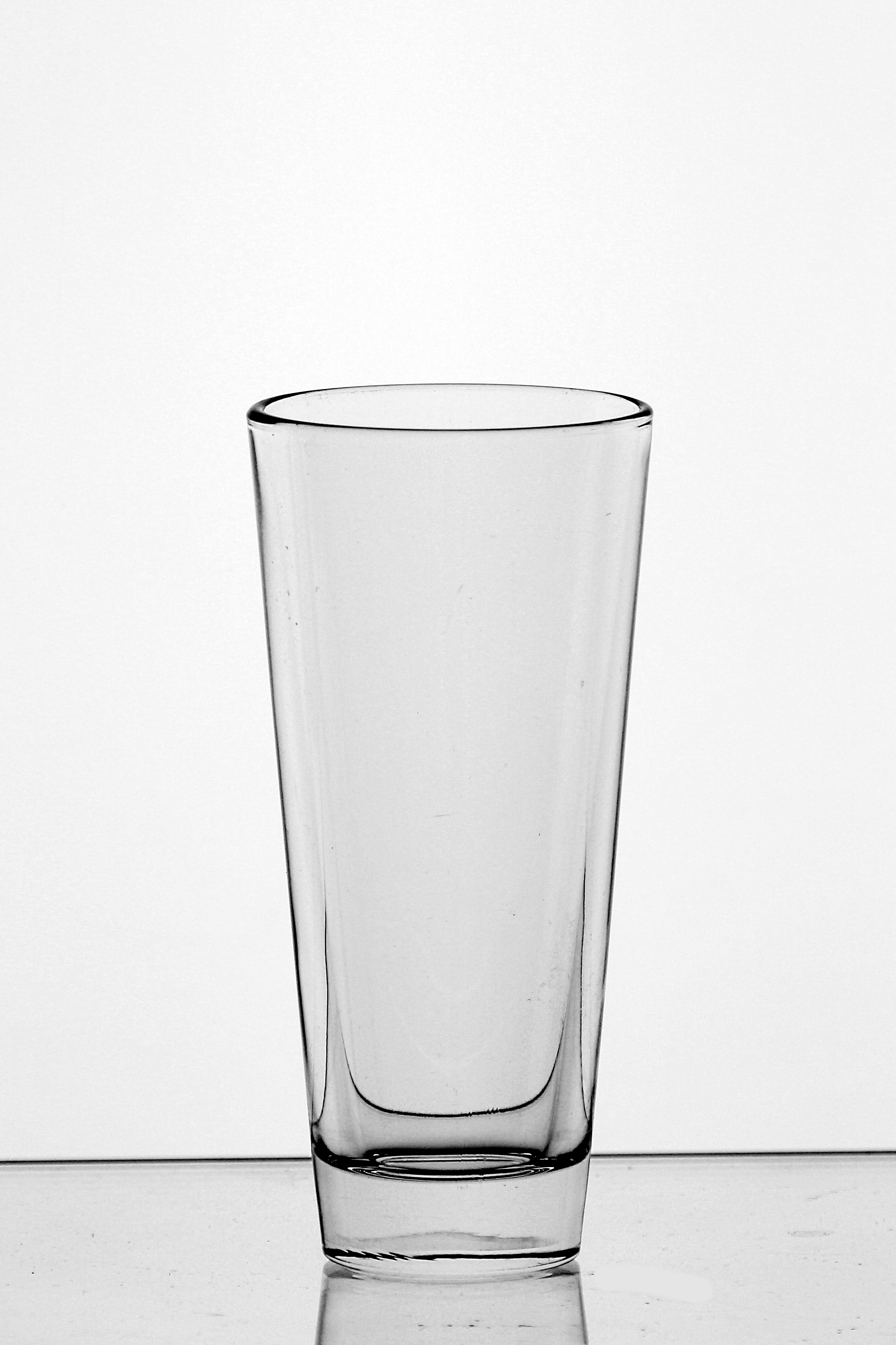
Zum Vergleich: Collins- oder Longdrinkglas
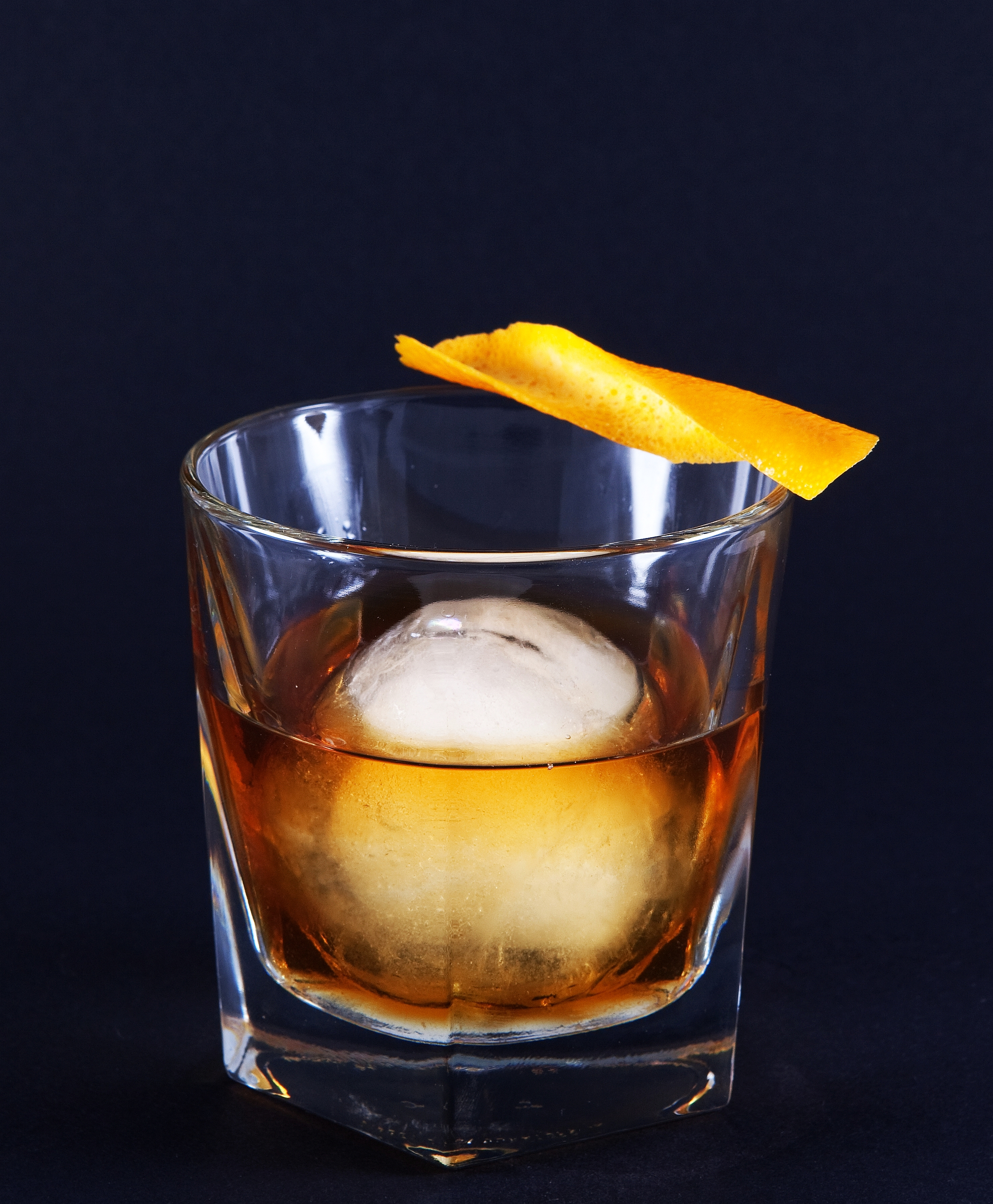
Whiskey Old Fashioned in einem Tumbler mit Eisball
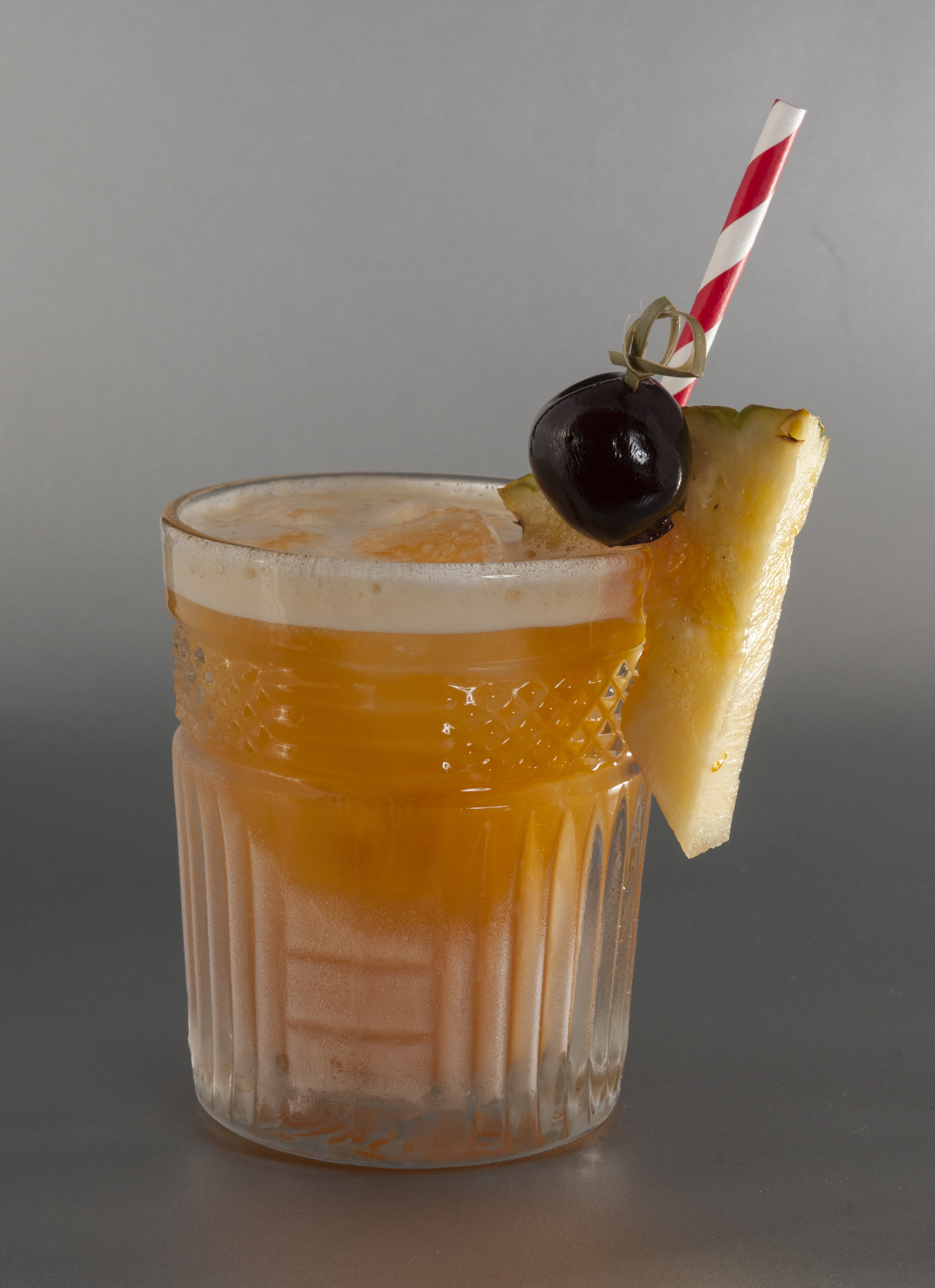
Trader Vic Grog in einem gefrosteten (vorgekühlten) Tumbler